# San Juan de la Maguana
San Juan de la Maguana és una ciutat i municipi de la regió occidental de la República Dominicana, i capital de la província de San Juan. Fou una de les primeres ciutats establertes en l'illa fundada el 1503. El seu nom prové de Sant Joan Bautista i el nom Taíno de la vall: Maguana ("la primera pedra, la pedra única").
San Juan de la Maguana és en el centre de la Vall de San Juan amb la Coordillera Central cap al nord i l'est, i la Sierra de Neiba cap al sud. El riu San Juan és el riu principal de la regió i la ciutat va ser fundada en el costat oriental d'aquest riu.